# Jorge Cervós-Navarro

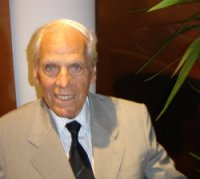
Jorge Cervós-Navarro (ca. 2009)

Jorge Cervós-Navarro (auch Jordi Cervós i Navarro; * 9. Januar 1930 in Barcelona; † 14. November 2021 in Matadepera, Provinz Barcelona) war ein spanischer Neuropathologe. Er war langjähriger Direktor des Instituts für Neuropathologie der Freien Universität Berlin und von 1974 bis 1977 Vizepräsident der Freien Universität. Er gehörte zu den Gründern der deutschen Sektion des Opus Dei.

## Leben

### Werdegang und wissenschaftliche Laufbahn
Jordi Cervós verbrachte die Kriegszeit bei Verwandten seiner Mutter in Pallars Sobirà in den Pyrenäen und wurde dabei von seinen Eltern, die in Barcelona geblieben waren, durch die Front getrennt. Nach dem Fall der Stadt Anfang 1939 kehrte er zurück und besuchte ab Frühjahr 1939 die Piaristenschule in Barcelona. 1946 begann er ein Studium der Medizin an der Universität Barcelona, wo er sich dem Opus Dei anschloss und seinen ersten Doktor der Medizin erwarb. 1950 bis 1952 verbrachte er in einem Studienhaus der Organisation in Aragonien und studierte an der Universität Saragossa. Anschließend ging er nach Innsbruck an die Psychiatrische Universitätsklinik. 1953 wechselte er an die Universität Bonn. Dort wurde er Mitglied des Unitas-Verbands. Von 1954 bis 1961 war er am Bonner Institut für Neuropathologie unter Gerd Peters Assistenzarzt, wurde an der dortigen Universität 1956 nach deutschem Recht zum Dr. med. promoviert und habilitierte sich 1961 ebenfalls in Bonn. Auch Peters’ 1961 ernannter Nachfolger als Leiter des Instituts für Neuropathologie der Universität Bonn, der Hirnforscher Günter Kersting, förderte ihn tatkräftig und half ihm, sich im deutschen Wissenschaftsbetrieb zurechtzufinden. 1964 wurde er zum Privatdozenten, 1965 zum außerordentlichen Professor ernannt. Zu den Studenten, die bei Kersting und Cervós in Bonn ausgebildet wurden, gehörten auch weitere aus Spanien entsandte Opus-Dei-Mitglieder wie Gonzalo Herranz, der später die medizinische Fakultät der Opus-Dei-Universität Navarra in Pamplona aufbaute und ein bekannter spanischer Pathologe und kirchlich und politisch einflussreicher Lebensrechtler wurde.
Als erst 38-Jähriger erhielt Cervós-Navarro 1968 den Ruf auf den C4-Lehrstuhl für Neuropathologie an der FU Berlin. Zu dieser Zeit war das am Hindenburgdamm ansässige Berliner Institut für Neuropathologie das größte seiner Art in Europa und eines der ersten überhaupt mit C4-Professur. Dort begann er sich in der Unitas Berlin zu engagieren. Von 1974 bis 1977 war Cervós-Navarro Vizepräsident und von 1979 bis 1982 Dekan des Medizinischen Fachbereichs der Freien Universität Berlin. Er war 1976/77 und 1992/93 Präsident der Deutschen Gesellschaft für Neuropathologie und Neuroanatomie und Mitglied vieler weiterer Fachgesellschaften. Als Institutsleiter richtete Cervós-Navarro zahlreiche wissenschaftliche Kongresse in Berlin aus, unter anderem den Europäischen Kongress für Neuropathologie 1992. Zu seinen bedeutendsten Forschungserfolgen zählt die Entdeckung, dass es in den Arteriolen des Gehirns Nerven gibt, weshalb er in Medizinerkreisen auch als „Vater der zerebralen Mikrozirkulation“ bezeichnet wird. 1995 wurde er auf Vorschlag des damaligen Hochschulpräsidenten Johann Wilhelm Gerlach mit dem Bundesverdienstkreuz ausgezeichnet, was aufgrund seiner damals bereits bekannten Opus-Dei-Verbindungen zu kritischen Nachfragen führte. 1997 wurde er zum Gründungsrektor der Universitat Internacional de Catalunya (UIC) in Barcelona berufen, einer vom Opus Dei betreuten Hochschule für ca. 6.000 Studierende, die er bis 2001 leitete.

### Multiplikator des Opus Dei

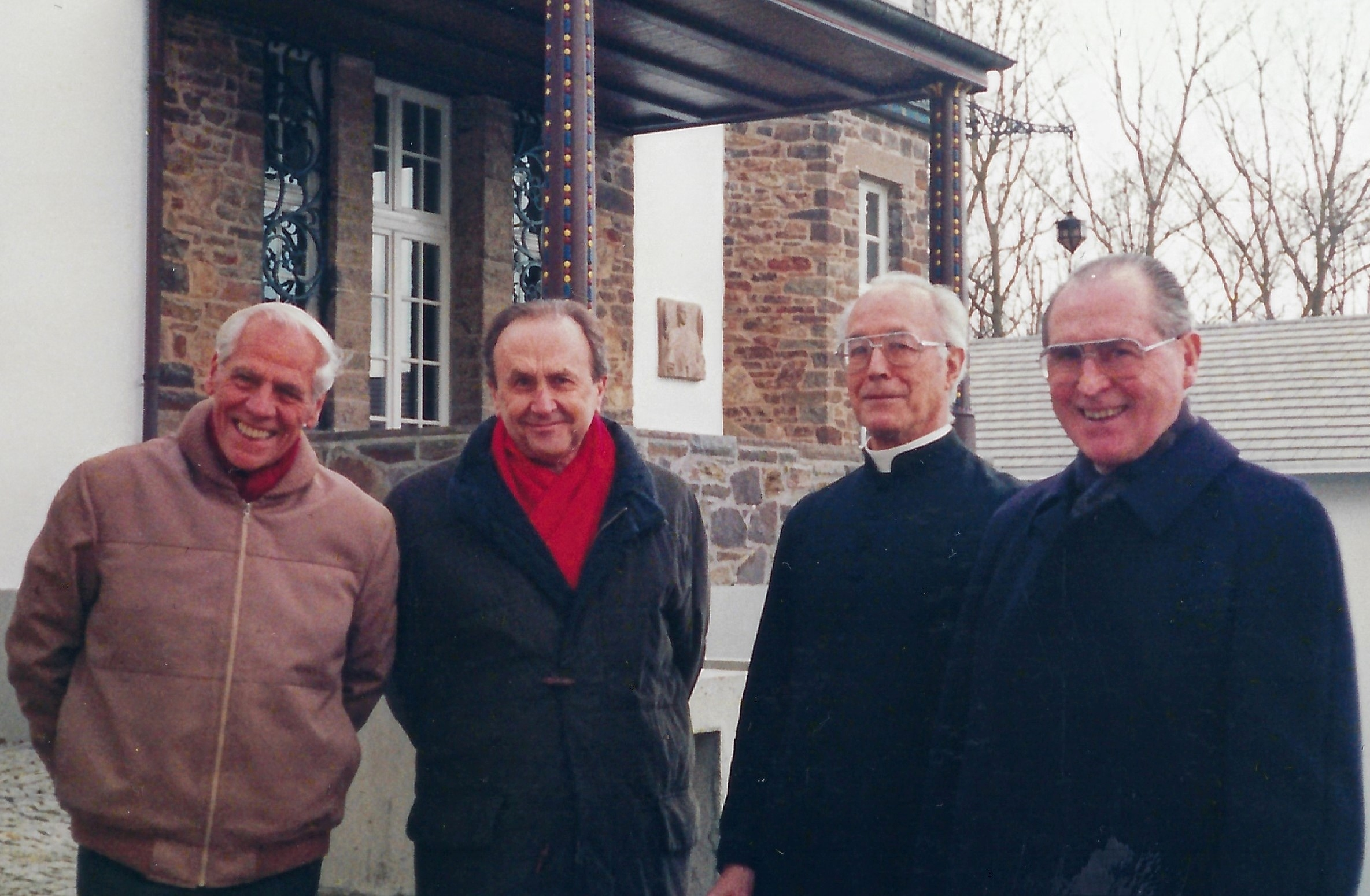
Jorge Cervós-Navarro mit Fernando Inciarte, Alfonso Par und Fernando Echeverría in Euskirchen (1990er Jahre)

Cervós-Navarro gehörte zusammen mit dem katalanischen Priester Alfons Par, erster Consiliarius (Regionalleiter) des Opus Dei in Deutschland, dem Philosophen Fernando Inciarte und dem Juristen Fernando Echeverría (1924–2015) zu den Anfang der 1950er Jahre von Josemaría Escrivá nach Deutschland entsandten ersten Opus-Dei-Mitgliedern. Er ist seit den 1960er Jahren als einer der Gründer der Organisation in Deutschland bekannt. Die Spanier gründeten den Trägerverein Studentische Kulturgemeinschaft, der Studentenwohnheime unter anderem in Bonn, Köln und später Berlin betrieb, und warben für das Werk die ersten deutschsprachigen Mitglieder und Förderer wie Kurt Malangré und die Brüder Rolf und Hans Thomas aus Aachen, den Kölner Arzt Peter Berglar und den Zeitungswissenschaftler Otto B. Roegele. Sie knüpften Kontakte zu kirchlichen und politischen Einfluss- und Entscheidungsträgern in Deutschland wie dem CSU-Politiker und damaligen JU-Funktionär Fritz Pirkl, der bis zu seinem Tode 1993 Präsident der Münchener Rhein-Donau-Stiftung blieb, die für das Opus Dei Finanztransfers mit Spanien und Lateinamerika abwickelt. Die spanische Nationalität ermöglichte es Cervós-Navarro in seiner West-Berliner Zeit, Kontakte über die innerdeutsche Grenze hinweg zu Ostberliner römisch-katholischen Kirchenkreisen aufzubauen, darunter die Berliner Bischöfe Alfred Bengsch und Joachim Meisner, der Verwaltungsrechtler Hubert Bengsch, ein jüngerer Bruder des Kardinals, und der Ost-Berliner Rechtsanwalt Hans Rust. Cervós baute das Berliner Opus-Dei-Zentrum am Kurfürstendamm auf, das 1992 in eine Villa in der Möckernstraße umzog. Nach der Wende und Wiedervereinigung Deutschlands war Cervós-Navarro, der gute Kontakte nach Russland unterhielt, für die geplante Ausbreitung des Opus Dei in die neuen Bundesländer, nach Osteuropa und ins Baltikum verantwortlich und betreute die dazu eingerichtete Kontaktgruppe in Dresden. Im Nachhinein bezeichnete Hans Thomas, der Leiter des Opus-Dei-eigenen Lindenthal-Instituts, die in der Presse dargestellten strategischen Konzepte des Opus Dei für Osteuropa allerdings als wenig realistisch.

### Memoiren
2013 veröffentlichte Jordi Cervós seine Memoiren unter dem Titel Memòries. Berlín i Barcelona, anada i retorn („Erinnerungen. Berlin und Barcelona, hin und zurück“). Das Buch wurde von Jordi Pujol vorgestellt, dem früheren Präsidenten der katalanischen Landesregierung (Generalitat de Catalunya), der in Barcelona zusammen mit Cervós-Navarro als Arzt promoviert hatte und bei der Buchpräsentation die willensstarke Persönlichkeit seines Studienfreundes hervorhob. Das Buch, von dem 2016 eine gekürzte Fassung in spanischer Sprache erschien, beschreibt unter anderem die Anfänge des Opus Dei in Deutschland.

### Tod
Jordi Cervós i Navarro starb im November 2021 im Alter von 91 Jahren an seinem Wohnsitz in Matadepera bei Terrassa nahe Barcelona, wo das Opus Dei ein Haus betreibt.

## Ehrungen und Mitgliedschaften
- Ehrendoktorwürden der Universitäten Madrid, Saragossa, Barcelona, Hannover, Tokushima (Japan), Saransk (Russland) und Thessaloniki (Griechenland)
- Ehrenmitgliedschaften von sieben Fachgesellschaften in Europa und Übersee, unter anderem Mitglied der Moskauer Akademie der Wissenschaften

Außerdem erhielt er unter anderem folgende Ehrungen:
- Investitur in den Ritterorden vom Heiligen Grab zu Jerusalem (Ritter 1975; Offizier 1988)
- Marinescu-Medaille der Rumänischen Akademie der Wissenschaften
- Verdienstorden der Bundesrepublik Deutschland (Verdienstkreuz 1. Klasse)[17]
- Großoffizier des Spanischen Zivilverdienstordens
- Großkreuz des Ordens Alfons X. des Weisen
- Komtur des Gregoriusordens
- Creu-de-Sant-Jordi-Preis (2002)

Ein Labor in der von ihm als Gründungsrektor geleiteten Universitat Internacional de Catalunya wurde bereits zu seinen Lebzeiten nach Jordi Cervós benannt.

## Publikationen (Auswahl)
Das wissenschaftliche Werk von Cervós-Navarros umfasst über 500 Publikationen, darunter international richtungweisende Lehrbücher.
- Pathology of Cerebral Microcirculation. De Gruyter, Berlin/New York 1974
- Estudio al microscopio electrónico del ganglio raquídeo normal y después de la ciaticotomía. CSIC, Madrid 1979
- Cerebral Microcirculation and Metabolism. Raven Press, New York 1981
- Metabolic and Degenerative Diseases of the Central Nervous System. Pathology, Biochemistry, and Genetics. Academic Press, San Diego 1995
- Redigiert von H. Berlet: Pathologie des Nervensystems V. Degenerative und metabolische Erkrankungen (= Doerr – Seifert – Uehlinger. Spezielle pathologische Anatomie. Band 13/V). Springer, Berlin/Heidelberg 2013
- Memòries. Berlín i Barcelona, anada i retorn (Erinnerungen). Pagès Editors, Lleida 2013
- Cruzando el muro. Recuerdos sobre los inicios del Opus Dei en Alemania. Rialp, Madrid 2016, ISBN 978-84-321-4648-0